# Hunyadkürti György
Hunyadkürti György (Csorvás, 1951. április 16. – Kaposvár, 2024. február 26.) Jászai Mari-díjas magyar színművész, érdemes és kiváló művész, a kaposvári Csiky Gergely Színház örökös tagja.

## Életpályája
Hunyadkürti Lajos kereskedősegéd (1917–1993) és Krajcsó Ilona (1921–1996) gyermekeként született Csorváson. Pályafutását a békéscsabai Minerva Színpadon kezdte, majd 1972-ben az Állami Déryné Színházhoz szerződött.
1975-től haláláig volt a kaposvári Csiky Gergely Színház tagja. Koltai Róbert több filmjében is szerepelt.
2024. február 26-án váratlanul elhunyt.
Testvére, Hunyadkürti István szintén színész.

## Fontosabb színházi szerepei
- William Shakespeare: Rómeó és Júlia... Lőrinc barát
- William Shakespeare: Julius Caesar... Cicero
- William Shakespeare: A windsori víg nők... Bardolph
- William Shakespeare: IV. Henrik... Northumberland
- Pierre-Augustin Caron de Beaumarchais: Figaró házassága... Antonio
- Georg Büchner: Woyzeck... Mesterlegény
- Anton Pavlovics Csehov: Három nővér... Az Öreg: Ferapont
- Anton Pavlovics Csehov: Ványa bácsi... Tyelegin
- Alekszandr Nyikolajevics Osztrovszkij: Jövedelmező állás... Akim Akimics Juszov, hivatalnok
- Makszim Gorkij: Éjjeli menedékhely... Színész
- Jevgenyij Lvovics Svarc: Hétköznapi csoda... ügyvezető miniszter
- Jevgenyij Lvovics Svarc: Hókirálynő... IX. Kelemen Király
- Friedrich Dürrenmatt: Az öreg hölgy látogatása... Orvos
- Alfred Jarry: Übü király... Rozamunda királyné
- George Orwell: Állatfarm... Benjámin, szamár
- Peter Weiss Marat/Sade... Apa
- Anton Pavlovics Csehov – Jeles András: Valahol Oroszországban... Tuzenbach
- Erich Kästner: A két Lotti... Narrátor
- Bohumil Hrabal: Szigorúan ellenőrzött vonatok... Állomásfőnök; Dédapa; Fényképész
- Neil Simon: Mezítláb a parkban... Victor Velasco
- Ion Luca Caragiale: Karnebál... Mache Razachescu avagy Crǎcǎnel
- Marin Držić: Dundo Maroje avagy Darabos Mihály kalandjai... Darabos Mihály, szentendrei üzletember
- David Seidler: A király beszéde... V. György király
- John Steinbeck: Egerek és emberek... Candy
- Eduardo De Filippo: Nem fizetek! (Egy vasat se!)... Carmela
- Nyikolaj Koljada: Rivaldafény (A Chanel-Lány)... Özv. Godóné Csikós Rozália (85 éves)
- Nagy Ignác: Tisztújítás... dr. Langyos
- Molnár Ferenc: Egy, kettő, három... Titkár
- Molnár Ferenc: A Pál utcai fiúk... Janó
- Deres Péter – Móra Ferenc – Fábri Zoltán – Gyenes István – Szász Péter: Hannibál tanár úr... Nyúl Béla
- Füst Milán: Boldogtalanok... Sirma Ferenc
- Móricz Zsigmond: Úri muri... Fancsali, szomszéd
- Spiró György: A kert... Leporics
- Rejtő Jenő: Vesztegzár a Grand Hotelban... Kapucinus atya
- Stendhal – Tolcsvay László – Müller Péter Sziámi: Vörös és fekete... Ügyész
- Alan Jay Lerner: My Fair Lady...  Alfred P. Doolittle
- Szilágyi László – Kellér Dezső – Ábrahám Pál – Harmath Imre: 3:1 a szerelem javára... Braun
- Lázár Ervin: A kisfiú meg az oroszlánok... Baltazár

## Film és tévés szerepei
- Szabadság tér '56 (TV film) szereplő (magyar ism. műsor, 2016)
- A félelem völgye  színész (olasz-svájci-magyar filmdráma, 2009)
- Bunkerember  színész (magyar játékf., 2009)
- Megy a gőzös színész (magyar vígj., 2007)
- Buhera mátrix színész (magyar vígj., 2007)
- Csudafilm színész (magyar vígj., 2005)
- Workshop színész (magyar játékf., 2003)
- József és testvérei – Jelenetek egy parasztbibliából  színész (magyar filmdráma, 2003)
- Hippolyt színész (magyar vígj., 1999)
- Az öt zsaru (TV-film) színész (magyar tévéfilmsor., 1998)
- Ámbár tanár úr színész (magyar vígj., 1998)
- Áloműzők (TV film) szereplő (magyar szór. műsor, 1996)
- Szamba színész (magyar filmszat., 1995)
- Törvénytelen színész (magyar krimi, 1994)
- Patika (TV-film) színész (magyar vígjátéksor., 1994)
- Kisváros (TV-film) színész (magyar tévéfilmsor., 1993)
- Sose halunk meg! színész (magyar vígj., 1993)
- Privát kopó (TV-film) színész (magyar filmsor., 1993)
- Koltai Kabaré (TV-film) színész (magyar szór. műsor, 1991)
- Kastély csillagfényben (TV film) színész (magyar tévéjáték, 1989)
- Túsztörténet színész (magyar filmdráma, 1989)
- Titánia, Titánia, avagy a dublőrök éjszakája (1988)
- A Pacsirta (TV film) színész (magyar tévéf., 1987)
- Gálvölgyi Show  (TV film) szereplő (magyar kabaréshow, 1987)
- Szerelem első vérig színész (magyar ifj. film, 1985)
- Egészséges erotika színész (magyar vígj., 1985)
- Shakespeare: Szeget Szeggel (TV film) színész (1980)

## Díjai, elismerései
- Aase-díj (2004)[9]

- Jászai Mari-díj (2005)

- Kaposvárért aranygyűrű (2006)[9]
- Komor-gyűrű (2013)[10]
- Érdemes művész (2014)
- A kaposvári Csiky Gergely Színház örökös tagja (2020)[11]
- Kiváló művész (2022)[12]